# The Call of the North (film fra 1921)
The Call of the North er en amerikansk stumfilm fra 1921 af Joseph Henabery.

## Medvirkende
- Jack Holt som Ned Trent
- Madge Bellamy som Virginia Albret
- Noah Beery som Galen Albret
- Francis McDonald som Achille Picard
- Edward Martindel som Graham Stewart
- Helen Ferguson som Elodie Albret
- Jack Herbert som Louis Placide